# Додекаборид магния
Додекаборид магния — бинарное неорганическое соединение
магния и бора с формулой MgB12,
темно-коричневые кристаллы.

## Физические свойства
Додекаборид магния образует темно-коричневые кристаллы.